# Station Snowidza Górna
Station Snowidza Górna is een spoorwegstation in de Poolse plaats Snowidza.